# A1 Team Nederland
Het A1 Team Nederland was een Nederlands raceteam dat deelnam aan de A1 Grand Prix.
Eigenaar van het team was Jan Lammers, zelf bekend van onder andere Formule 1 en de 24 uur van Le Mans. Het management was in handen van Lammers' team Racing for Holland. De auto werd gepresenteerd op 16 september 2005 en was toen oranje van kleur.
Het Nederlandse team bestond in 2005/2006 uit Jos Verstappen en (als tweede rijder) Jeroen Bleekemolen. Door een conflict met het team over de betaling van zijn salaris haakte Verstappen zeer kort voor de eerste race van het seizoen 2006/2007 af, en nam Jeroen Bleekemolen zijn plaats als eerste coureur in; Renger van der Zande werd aangenomen als tweede rijder. Uiteindelijk eindigde het team in 2006/2007 als zesde.
Voor seizoen 2007/2008 werd Arie Luyendyk jr. aangenomen als reservecoureur; Jeroen Bleekemolen bleef aan als racecoureur.
In het seizoen 2008/2009 deelden Jeroen Bleekemolen en Robert Doornbos om en om het stoeltje van de Nederlandse A1GP bolide.
Jeroen Bleekemolen nam de openingsrace op Zandvoort voor zijn rekening, waarna Robert Doornbos zijn debuut maakte in het Chinese Chengdu.
Het A1-kampioenschap ging in 2010 door financiële problemen ten onder. In februari 2010 werd het A1GP-team Nederland failliet verklaard.